# Media Markt
Media Markt er en kæde af elektronikforretninger. Den har hovedsæde i Tyskland, men opererer også i andre lande.
Kæden blev grundlagt i 1979 og ejes af Metro AG. Idéen var et skabe et elekronikvarehus i modsætning til de daværende småforretninger og postordrefirmaer. Det første varehus åbnede 29. november 1979 i Euro-Industriepark i München. Allerede i 1985 var der ni flere bare omkring München. I 1989 startede så ekspansionen i udlandet, da den første forretning i Frankrig åbnede. Der hedder de dog Saturn, ligesom de i Italien hedder Media World. I dag findes der over 1000 varehuse i hele Europa.
Ich bin doch nicht blöd er firmaets motto, som frit oversat betyder Jeg er altså ikke dum.
| Land         | Startår | Antal varehuse   |
| ------------ | ------- | ---------------- |
| Tyskland     | 1979    | 231              |
| Frankrig     | 1981    | 31 (Saturn)      |
| Østrig       | 1990    | 23               |
| Italien      | 1991    | 95 (Media World) |
| Schweiz      | 1994    | 19               |
| Ungarn       | 1997    | 17               |
| Polen        | 1998    | 38               |
| Spanien      | 1999    | 107              |
| Nederlandene | 2000    | 28               |
| Belgien      | 2002    | 14               |
| Portugal     | 2004    | 9                |
| Grækenland   | 2005    | 7                |
| Sverige      | 2006    | 17               |
| Tyrkiet      | 2007    | 15               |